# (18156) Kamisaibara
(18156) Kamisaibara (2000 PU4) – planetoida z pasa głównego asteroid okrążająca Słońce w ciągu 5,22 lat w średniej odległości 3,01 j.a. Odkryta 3 sierpnia 2000 roku.